# Prinsu
Prinzo (Prinsu), pleme američkih Indijanaca porodice Misuluan, uže skupine Uluan, nastanjeno nekada u Nikaragvi sjeverno od rijeke Rio Grande de Matagalpa. Nestali su možda u ratovima i asimilacijom s ekspanzivnim Miskito Indijancima. Početkom 19 stoljeća spominje se selo Prinzapulko (Roberts, 1966), današnja Prinzapolka na ušću istoimene rijeke, čije stanovništvo danas čine Miskito Indijanci, koji bi možda mogli biti njihovog porijekla. 